# 小片悦子
小片 悦子（おがた えつこ、9月1日 - ）は、山陰地方を拠点に活動しているフリーアナウンサー、エッセイスト。自らのニックネームであるおがっちを活動名義に用いている。

## 来歴
島根県出雲市（旧平田市域）出身。島根県立平田高等学校、関西外国語短期大学卒業。短大在学時には放送部に所属していた。
短大を卒業後には岡三証券に入社。同社の営業職に就くも、幼い頃から抱き続けていた芸能界への憧れを捨てきれずにタレントへの転身を決意。大阪の芸能事務所に所属するが、仕事が思うように入らなかったこともあって山陰へ戻り、エフエム山陰 (V-air) の契約アナウンサーになる。
映画『JSA』の鑑賞をきっかけに韓国のエンターテインメント事情に興味を持つようになり、2001年に同国への訪問と交流活動を開始する。またこの年、自らの担当番組『おがっちのレトロ本舗』が日本民間放送連盟賞のラジオエンターテインメント部門優秀賞受賞作となる。
後にフリーに転向。エフエム山陰の番組出演を続けつつ、山陰のケーブルテレビコミュニティチャンネルの番組やローカルCMなどにも出演。また、山陰中央新報文化センター・松江教室の講師も務めている。
2019年3月、韓国をテーマにしたフォトエッセイ『おがっちの韓国さらん本〜本当に知ってほしい！韓国の話』をクラウドファンディングで出版。同年10月、同書が第5回島根本大賞（主催：BOOK在月実行委員会）受賞作となる。

## 出演

### ラジオ番組
- おがっちのレトロ本舗（エフエム山陰）
- 朝のレトロスープ（エフエム山陰、1999年 - 2007年）
- MIRACLE P.M.（エフエム山陰、2007年 - 2009年） - 火曜・木曜パーソナリティ
- ちぇけら♪（エフエム山陰、2017年 - 2019年）

### テレビ番組
- 悦子DX 物ブツ言わせてよ〜ん！ → カレイなる週末 → 旬感!!おもっせワイド（山陰ケーブルビジョン）
- 安来のおじ・浜田真理子・おがっちのよもよもだらぞ（ひらたCATV、2013年 - 2016年）

### CM
- 西日本補聴器
- 島根米
- おしえてMYしまね（テレビ新広島）

## 著書
- おがっちの韓国さらん本〜本当に知ってほしい！韓国の話（ハーベスト出版（谷口印刷）、2019年3月28日、ISBN 978-4-86456-296-6）